# Z Geminorum
Z Geminorum är en stjärna som misstänkts vara variabel. Den har dock av allt att döma konstant ljusstyrka. Den har magnitud +12,4 (p) och tillhör stjärnbilden Tvillingarna.